# عقوبة

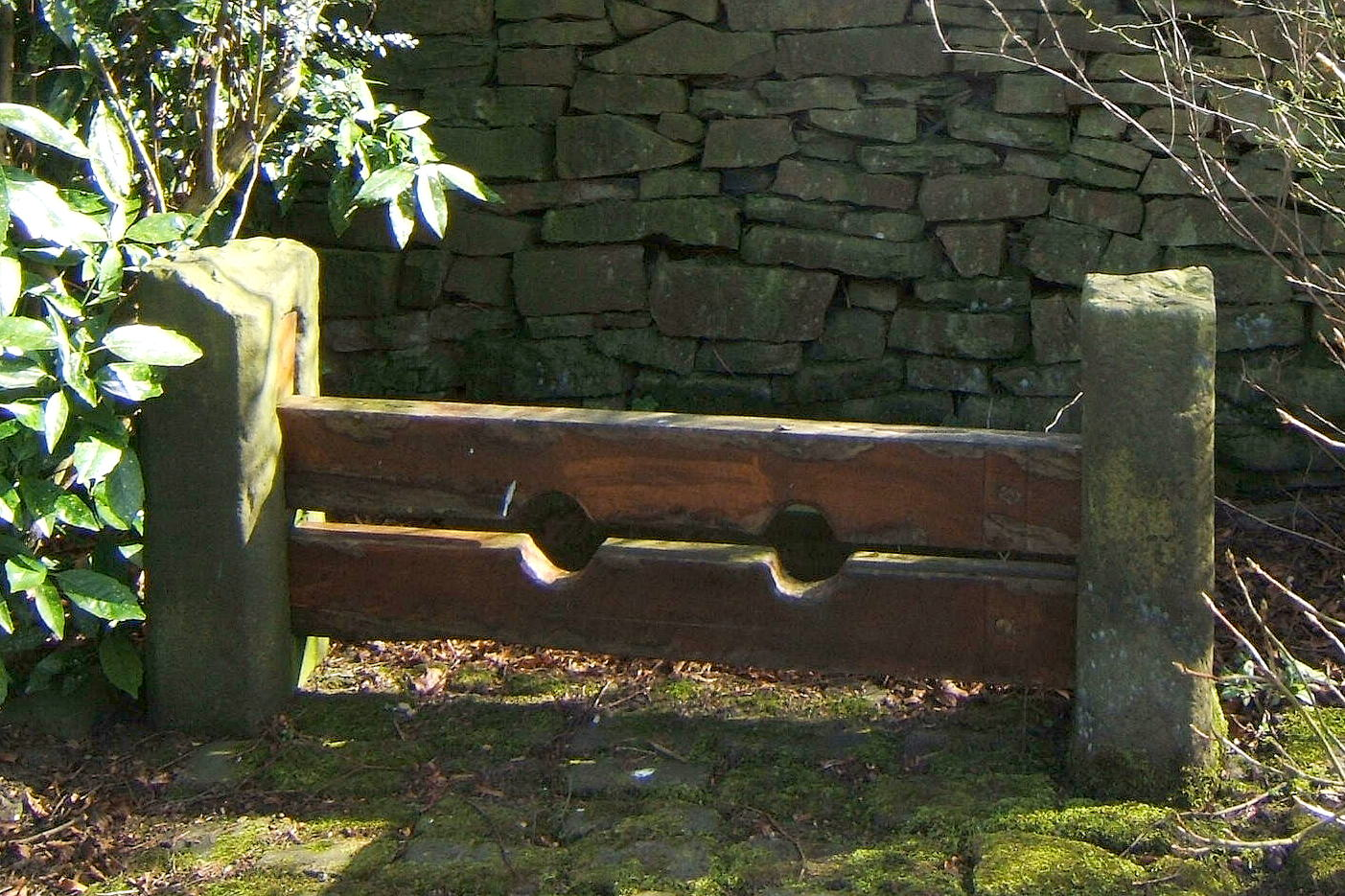
عمود التشهير الخشبي القديم في شابيل تاون، لانكشاير، إنجلترا

العقوبة هي فرض من السلطة الرسمية لشيء سلبي أو أليم على إنسان أو حيوان أو منظمة أو كيان ردًا على سلوك اعتبر أنه غير مقبول من قبل فرد أو مجموعة أو كيان آخر.
والسلطة إما أن تكون مجموعة أو فردًا واحدًا، وقد يتم تنفيذ العقوبة رسميًا في ظل قانون أو بطريقة غير رسمية في أنواع أخرى من الأطر الاجتماعية مثل إطار الأسرة. ولا تعد النتائج السلبية للأفعال غير المصرح بها أو التي تم تنفيذها دون خرق للقواعد، لا تعد عقوبة كما تمت الإشارة للتعريف هنا. ويُطلق على دراسة عقوبات الجريمة وممارساتها، لا سيما المطبقة على المسجونين تسمى علم العقاب أو غالبًا ما يسمى في النصوص الحديثة الإصلاحات؛ وفي هذا السياق تسمى عملية العقوبة مجازًا بـ «عملية إصلاحية».
وغالبًا ما تتضمن أبحاث العقوبات أبحاثًا مشابهة في الوقاية من الجرائم.
تشتمل المبررات الأساسية للعقوبات على: الجزاء والعقاب والردع وإعادة التأهيل والتعجيز مثل العزل لمنع منتهك القانون من الاتصال بالضحايا المرتقبين.
ومن بين المبررات الأربعة، يعد الجزاء فقط جزءًا من تعريف العقوبة وليس لأي من المبررات الأخرى نتيجة مضمونة.
وإذا وُجدت بعض الشروط الواردة في تعريف العقوبة، ففي هذه الحالة تعد الأوصاف الأخرى «للعقوبة» أكثر دقة. ويعد إلحاق شيء سلبي أو أليم بإنسان أو حيوان دون وجود سلطة تفرضه إما ضغينة أو انتقام وليس عقوبة. إضافة إلى أن كلمة «عقوبة» تستخدم على أنها استعارة، كما هو الحال عندما يقال إن الملاكم تعرض لـ«عقوبة» من الحكم في أثناء النزال. بينما في مواقف أخرى تتم المكافأة على كسر القواعد، ومن ثم فليس عليه أي عواقب سلبية ولذلك لا تعد عقوبة. وفي النهاية فإنه يجب أن يتحقق شرط كسر (أو خرق) القواعد ليستحق الفاعل العقاب.
تتفاوت العقوبات بحسب شدتها، وقد تشمل عقوبات مثل التوبيخ والحرمان من الامتيازات أو الحرية والغرامات والحجز والنفي وإيقاع الألم وعقوبة الإعدام.
ويشير العقاب البدني إلى العقوبات التي توقع الألم المتعمد على المتجاوزين.
قد تكون العقوبات عادلة أو غير عادلة حسب درجتها في المعاملة بالمثل والتناسب.
وقد يكون العقاب جزءًا لا يتجزأ من التنشئة الاجتماعية، ومن ثم تمثل معاقبة السلوكيات غير المرغوبة غالبًا جزءًا من نظام التربية أو التعديل السلوكي الذي يتضمن الإثابة أيضًا.

## التعريفات

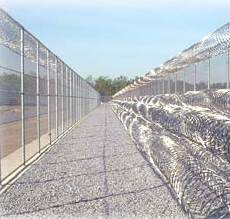
السلك الشائك إحدى سمات السجون.

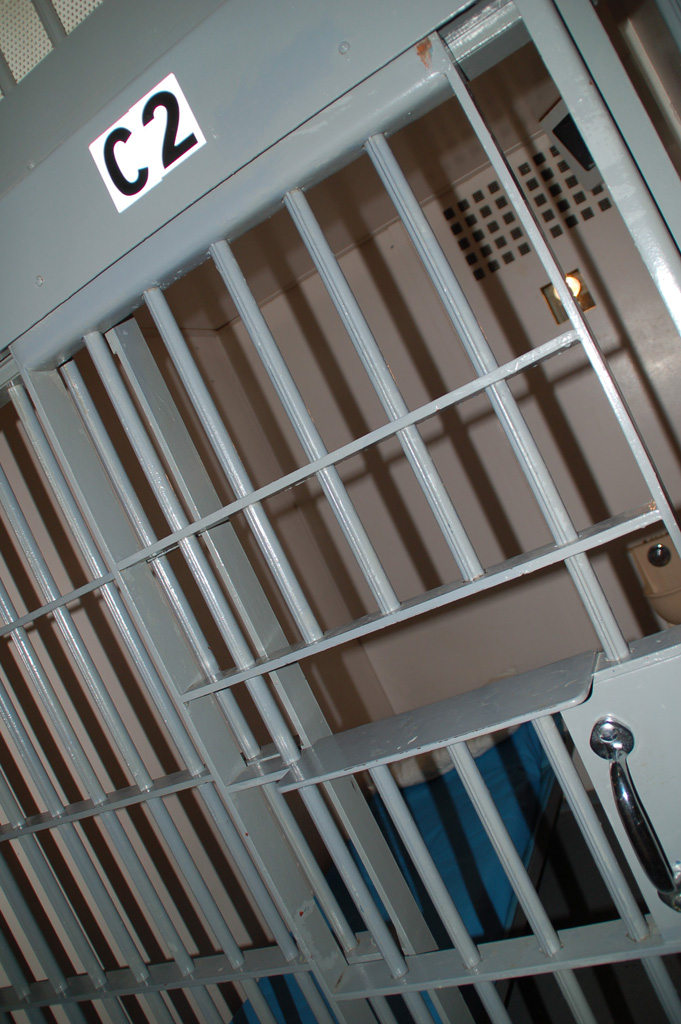
زنزانة سجن حديثة.

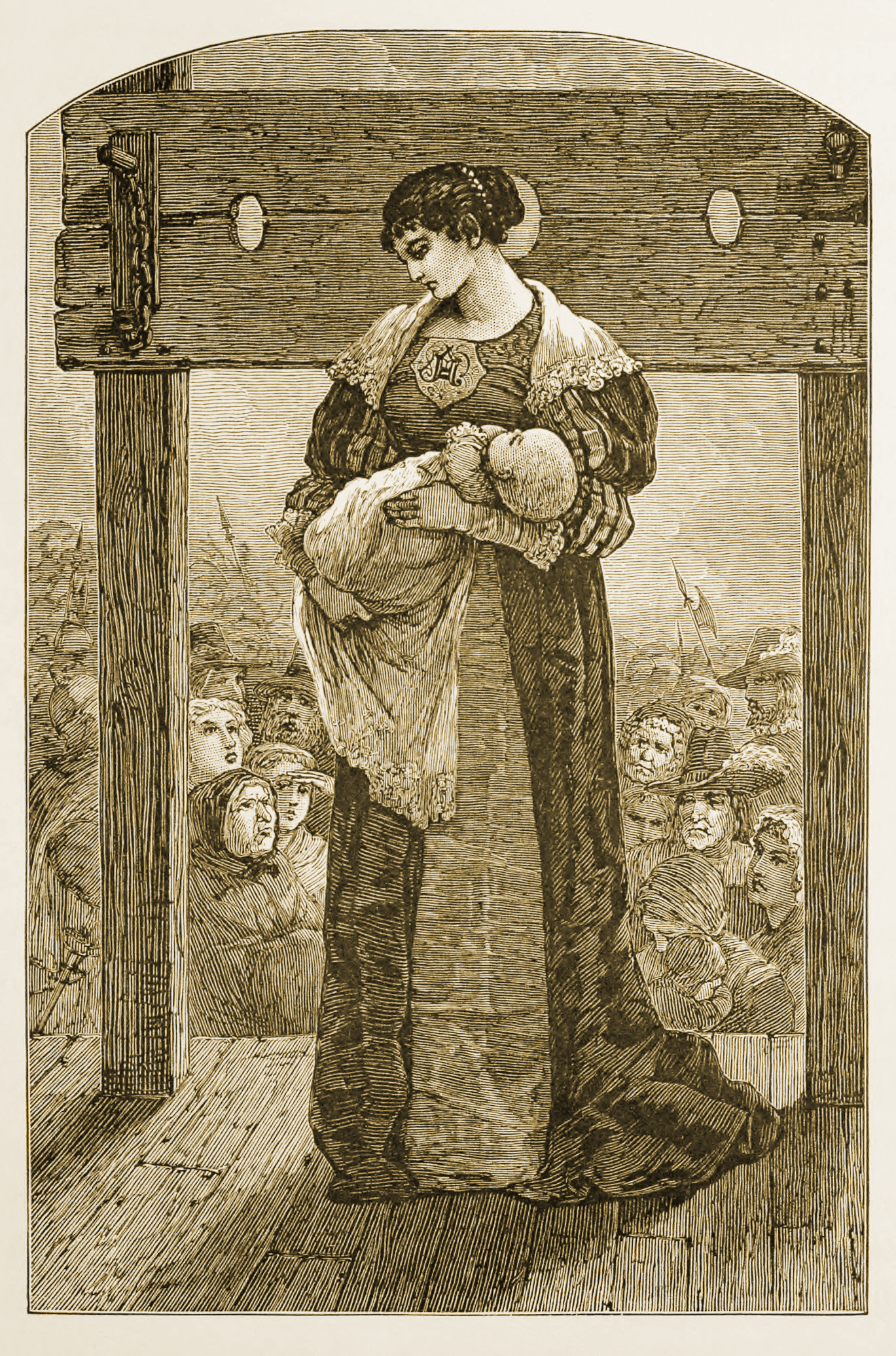
هيستير برين (Hester Prynne) واقفة على عمود التشهير الخشبي - صورة توضيحية محفورة طبعة 1878 من رواية الخطاب القرمزي

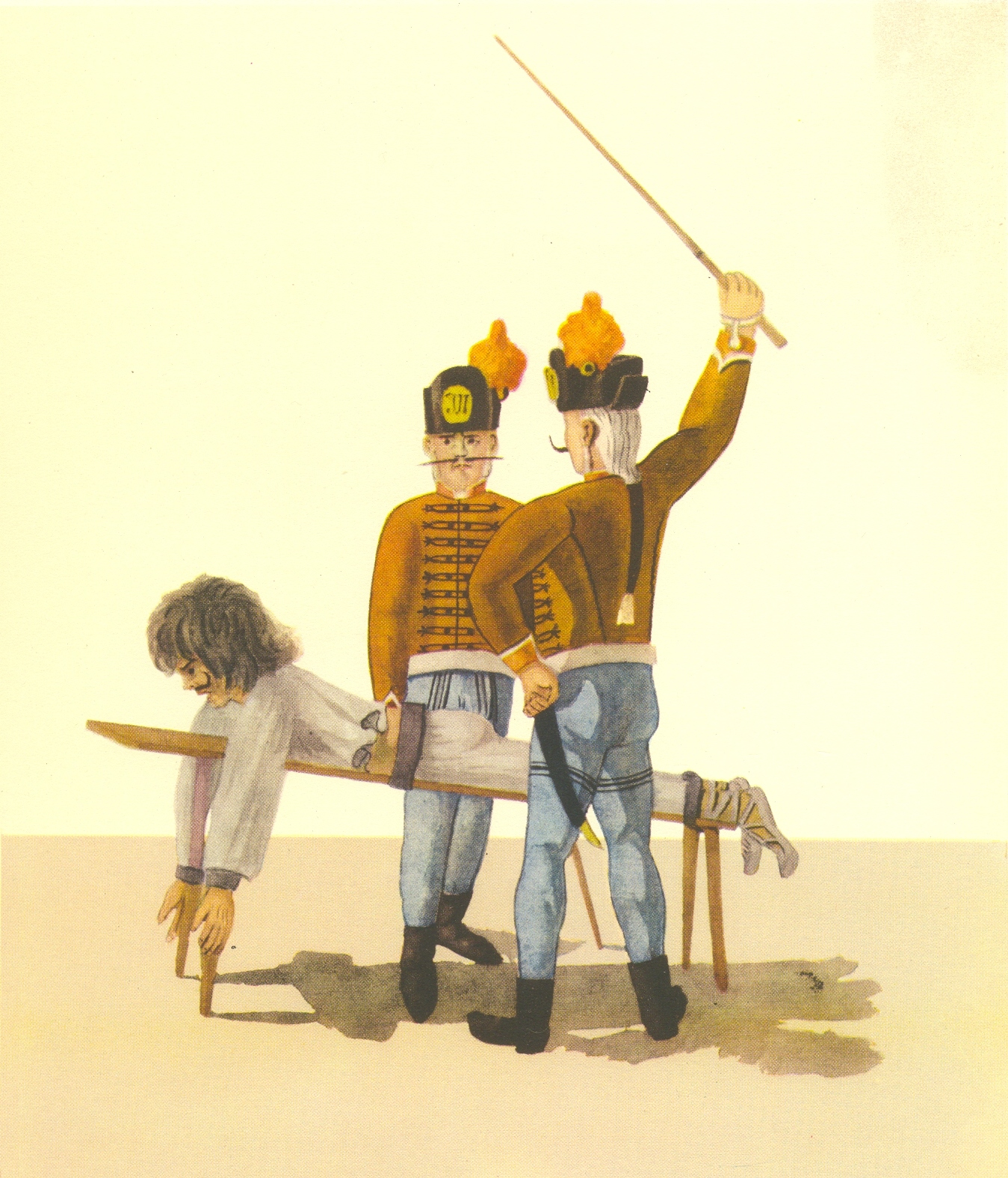
معاقبة مذنب في المجر، 1793

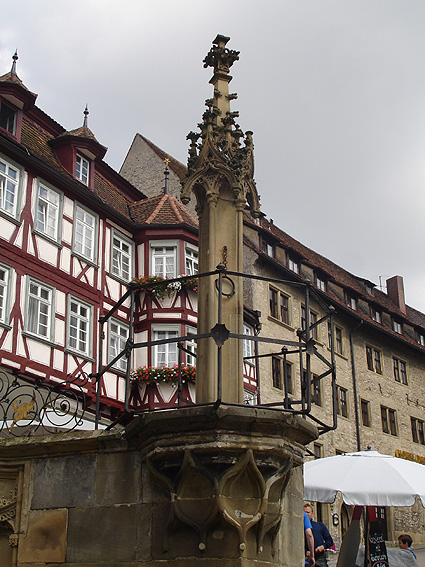
آلة تعذيب خشبية تنتمي للعصر القوطي (أوائل القرن 16th) في قاعة شفيبيش،، ألمانيا

(The Scarlet Letter)

### في الفلسفة
طرح عدد من الفلاسفة تعريفات مختلفة عن العقاب. والشروط اللازمة لوصف الحدث على أنه عقوبة تتمثل في
1. أن العقوبة تفرض من خلال سلطة،
2. أن العقوبة تقترن أيضًا بخسارة يتكبدها المذنب المفترض أنه ارتكب جريمة،
3. أن العقوبة تمثل رد فعل على جريمة، و
4. أن الشخص (أو الحيوان) الذي تقع عليه العقوبة من المفترض أن يعد على الأقل مسؤولاً عن الجريمة.

### في علم النفس
حسبما ذكر بي إف سكينر (B.F. Skinner)، للعقوبة تعريف أكثر تعقيدًا وفنية. تندرج كل من العقوبة والتعزيز تحت إطار فئة التكيف الفعال. ويشير التكيف الفعال إلى التعلم من العقوبة أو التعزيز. ويشار إليه أيضًا بأنه شرط محفز للاستجابة. في علم النفس، العقاب هو الحد من سلوك ما عبر تطبيق محفز سلبي («عقوبة إيجابية») أو إزالة محفز ممتع («عقوبة سلبية»). الأعمال الروتينية الإضافية أو الضرب على الأرداف هي أمثلة على العقوبة الإيجابية، بينما يمثل حرمان الطالب المخالف من فترة الاستراحة أو الحرمان من مزايا اللعب عقوبات سلبية. يتطلب التعريف أن تتحدد العقوبة فقط بعد وقوع الحدث من خلال مراقبة مدى التراجع في السلوك؛ وإذا لم يحدث تراجع للسلوك المخالف، فلا تعد هذه عقوبة. وهناك بعض الخلط بين العقاب والإكراه، رغم أن الإكراه الذي لا يسفر عن تراجع السلوك المخالف لا يعد عقابًا في مجال علم النفس.

### في علم الأحياء الاجتماعي
تسمى العقوبة في بعض الأحيان بالعدوان الثأري أو عدوان أخلاقي؛[بحاجة لمصدر] وقد لوحظ ذلك في جميع
 [بحاجة لتوضيح] أنواع الحيوانات الاجتماعية، مما أدى بعلماء التطور البيولوجي إلى استنتاج أنها إستراتيجية مستقرة من الجانب التطوري، وتم تحديدها لأنها تفضل السلوك التعاوني.

## نطاق التطبيق
تطبق العقوبات لأغراض مختلفة معظمها عمومًا لتشجيع السلوك القويم وفرضه على النحو المحدد من قبل المجتمع أو الأسرة. تتم معاقبة المجرمين قضائيًا، بواسطة غرامات أو عقوبة بدنية أو عقوبات بالحبس مثل السجن؛ يعرض المحتجزين لعقوبات إضافية بسبب خرقهم للقواعد الداخلية. الأطفال والطلاب والمتدربون الآخرون قد يتم معاقبتهم بواسطة معلميهم أو مدربيهم (أساسًا والدان أو الحارس أوالمدرسين والمعلمين والمدربين) — راجع تأديب الطفل.
العبيد وخدم المنازل يتلقون العقاب من أسيادهم. وقد يخضع الموظف لغرامة أو تخفيض الدرجة الوظيفية بموجب التعاقد. لا يزال تطبيق الانضباط الداخلي في معظم المؤسسات ذات التسلسل الوظيفي الهرمي، مثل قوات الجيش وقوات الشرطة، أو حتى الكنائس ساريًا بدرجة كبيرة، حتى في ظل وجود نظام قضائي تابع لهم (محكمة عسكرية ومحاكم كنسية).
وقد تطبق العقوبات أيضًا على المخالفات الأخلاقية، لا سيما الدينية، كما هو في الكفارة (تطوع) أو تفرض في الثيوقراطية عن طريق الشرطة الدينية (كما هو في الدولة الإسلامية الصارمة مثل إيران أو في ظل حكم طالبان) أو بواسطة محاكم التفتيش (مع أنها لم تكن حكومة دينية حقيقية).

## التاريخ والأساس المنطقي

### خطورة الجريمة؛ العقاب يتناسب مع الجريمة
كثيرًا ما يذكر المبدأ المتعلق بدرجة العقوبة ليكون إنزال العقوبة بعد مطابقة العقوبة للجريمة.
والمقياس الوحيد لدرجة العقوبة هو مدى تأثير الجريمة في الآخرين وفي المجتمع. ولقد تمت صياغة مقاييس لـ درجة خطورةأي جريمة.
عامة ما تعد الجناية جريمة «ذات خطورة عالية»، في حين أن الجنحة لا تعد كذلك.

## الأسباب المحتملة للعقوبة
هناك العديد من الأسباب المحتملة التي قد تبرر أو تفسر معاقبة شخص ما؛ ويتبع الخطوط العريضة هنا تمامًا، وربما تكون مبررات متضاربة.

### الردع (المنع)
يتمثل أحد أسباب تبرير العقوبة في أنها تمثل إجراءً لمنع الأشخاص من ارتكاب جريمة - ردع مرتكبي الجريمة من تكرارها مرة ثانية، ومنع من تراودهم فكرة ارتكاب الجريمة قبل ارتكابها بالفعل. وتهدف هذه العقوبة إلى أن تكون شديدة بدرجة كافية لجعل الأشخاص يختارون عدم ارتكاب الجريمة لئلا يتعرضوا للعقوبة. والهدف هو ردع كل فرد في المجتمع من ارتكاب الجريمة.

### إعادة التأهيل
تشتمل بعض العقوبات على العمل لإصلاح وإعادة تأهيل المذنب كي لا يرتكب الجريمة مرة أخرى. وتختلف إعادة التأهيل عن الردع، حيث إن الهدف هنا هو تغيير توجه المذنب بعيدًا عن سلوكه الحالي، ومن أجل إيضاح أن سلوكهم كان خاطئًا.

### التعجيز والحماية المجتمعية
التعجيز كمبرر للعقوبة يشير إلى قدرة المذنب على ارتكاب جرائم أخرى أزيلت أسبابها. يفصل السجن المذنبين عن المجتمع، مما يحد من قدرتهم على تنفيذ جرائم محددة أو يقضي عليها تمامًا. وعقوبة الإعدام تقوم بذلك بشكل دائم (ولا رجعة فيه). بينما في بعض المجتمعات، يعاقب السارقون بقطع أيديهم.

### الجزاء
عادة ما تسفر الأنشطة الإجرامية عن مكاسب للجاني وخسائر للضحية. وقد تم تبرير العقوبة كإجراء لـالعدالة الجزائية، والهدف منها هو محاولة إعادة التوازن لأي ميزة غير عادلة مكتسبة عن طريق التأكيد بأن المذنب يتكبد خسائر أيضًا. وينظر إلى الجزاء أحيانًا على أنه طريقة «لعقاب» المذنب؛ إلا أن تكبد المذنب للمعاناة هي هدف مرجو في حد ذاته، حتى لو لم يسفر عن مزايا إصلاحية للضحية. يتمثل أحد أسباب فرض المجتمعات للعقوبات هو القضاء على ما يطلق عليه «عدالة الشارع» الانتقامية والثأر الدموي والأمن الأهلي.

### الإصلاح
فيما يتعلق بالجرائم الصغيرة، قد تكون عقوبة المذنب هي «تصحيح الخطأ»، أو التعويض. وتعد الخدمة المجتمعية أو التعويض أمثلة على هذا النوع هي الجزاء.

### التعليم والاستنكار
يمكن تفسير العقوبة بواسطة نظرية المنع الإيجابي لاستخدام نظام العدالة الجنائية لتعليم الناس ما هي الأعراف الاجتماعية وما هو الصحيح، وتعمل لتعزيز تلك الإيجابيات.
وقد تكون العقوبة وسيلة للمجتمع لإعلان استنكاره علنًا لهذا الفعل على أنه فعل إجرامي. وبجانب تعليم الأشخاص ما هو السلوك المقبول، فهي تقوم بوظيفة مزدوجة لمنع عدالة الأمن الأهلي من خلال الإقرار بالغضب الشعبي، بينما في نفس الوقت ردع النشاط الإجرامي في المستقبل من خلال وصم الجاني.
ويسمى هذا في بعض الأحيان «النظرية التعبيرية» للاستنكار.
كانت البيلوري (وهي آلة تعذيب كانت سائدة في العصر القوطي) طريقة للتعبير عن الاستنكار العام.